# Parafia Ewangelicko-Metodystyczna w Koszalinie
Parafia Kościoła Ewangelicko-Metodystycznego w Koszalinie – parafia ewangelicko-metodystyczna działająca w Koszalinie, należąca do okręgu zachodniego Kościoła Ewangelicko-Metodystycznego w RP.

## Historia

### Niemieccy metodyści w Koszalinie
Działalność metodystyczną w Koszalinie zapoczątkował w roku 1864 kaznodzieja Herman Ficke z Episkopalnego Kościoła Metodystycznego (niem. Bischöfliche Methodistische Kirche) z Kołobrzegu. Organizował on domowe grupy modlitewno-biblijne dzięki czemu pierwszy pełnoprawny koszaliński metodysta publiczne wyznanie wiary złożył w roku 1870.
Przez następne dziesięciolecia grupa stopniowo się powiększała, a także kilkukrotnie zmieniała miejsca spotkań i nabożeństw. W roku 1910 powstał pomysł budowy własnego kościoła jednak grupa metodystów była zbyt mała. W roku 1920 powstała w pełni samodzielna parafia i koszalińscy metodyści przestali podlegać pod parafię kołobrzeską.
Nastąpił wówczas dynamiczny rozwój parafii dzięki czemu 13 kwietnia 1931 roku koszalińska parafia zakupiła działkę przy alei Rogzower (obecnie Zwycięstwa 127). Budowę kościółka rozpoczęto 6 lipca 1931 roku, a 20 lipca wmurowano kamień węgielny. 29 listopada ks. A. Ohlirich ze Szczecina poświęcił koszalińską świątynię, której nadano nazwę Christuskirche (kościół Chrystusa). Pomimo okresu II wojny światowej parafia metodystyczna funkcjonowała w miarę spokojnie do 1945 roku.

### Polscy metodyści w Koszalinie
3 lipca 1945 roku kościółek został przekazany ks. Wincentemu Adamskiemu, przedstawicielowi polskiego Kościoła Metodystycznego. 1 lipca 1954 roku Urząd do spraw Wyznań odebrał metodystom kościół przy ulicy Zwycięstwa i przekazał go Zjednoczonemu Kościołowi Ewangelicznemu skupiającemu wspólnoty ewangelikalne.
Dopiero w 1971 roku władze pozwoliły metodystom użytkować ich dawną świątynię wspólnie z urzędującym tu zborem ZKE. Metodystom została im przyzna tylko jedna trzecia powierzchni kościoła. Sytuacja ta utrzymała się do końca roku 2005. Na skutek planów budowy śródmiejskiej obwodnicy kościół zburzono na początku grudnia 2005. Uroczyste pożegnanie świątyni odbyło się 1 października 2005. Natomiast koszalińska parafia metodystyczna w wyniku porozumienia zawartego z władzami miasta przeprowadziła się do obiektu przy ulicy Piłsudskiego.
W 2010 roku parafia w Koszalinie liczyła około 50 wiernych.

## Lista proboszczów

### Episkopalny Kościół Metodystyczny (Bischöfliche Methodistische Kirche)
- 1920–1921 – ks. Willy Ostermeyer
- 1921–1924 – ks. Erich Jakubke
- 1924–1929 – ks. Eugen Petrikowsky
- 1929–1933 – ks. Paulus Balles
- 1933–1939 – ks. Wilhelm K. Schneck
- 1939–1945 – ks. E. Karl Schmid

### Kościół Ewangelicko-Metodystyczny w RP
- 1945–1947 – ks. Wincenty Adamski
- 1947–1949 – ks. Janusz Szczęsny-Ostrowski
- 1950–1955 – ks. Wincenty Adamski
- 1957–1981 – ks. Mieczysław Ostrowski
- 1985–1988 – ks. Jerzy Polak
- 1988–1989 – ks. Waldemar Tański
- 1989–1990 – ks. Waldemar Eggert
- 1990–2004 – ks. Waldemar Dąbrowski
- 2004–2008 – ks. Sławomir Rodaszyński
- 2008–2016 – ks. Sebastian Niedźwiedziński
- od 2016 – ks. Sebastian Bestrzyński